# 土屋淳広
土屋 淳広 (つちや あつひろ、1977年生- ) は日本のアートディレクター、クリエイティブディレクター。
主に、モバイルゲームやコンシューマーゲームにおいての世界観デザイン、キャラクターデザイン、企画などを手掛ける。
モンスターオクトパス代表。ココネ株式会社 取締役CCO。

## 概略・人物
桑沢デザイン研究所卒業、フリーランスになる。石坂尚喜とともにデザイナーユニット「モンスタースープ」を結成、『Livly Island』などを制作。
その後『踊り子クリノッペ』、『住み着き妖精セトルリン』等のキャラクターコンテンツの企画・デザインなどを行う。
2015年から『ポケコロ』の「つりの星」のアートディレクター（業務委託）に就任。2017年にココネ株式会社に入社。

以後、デザイン組織の統括であるCDOや、クリエイティブディレクターとして業務を開始し、採用や社員の育成などデザイナーに特化した業務や、新規タイトルのディレクターとして従事。2021年、ココネ株式会社の取締役CCO（Chief Creative Officer）に就任し、企業全体のデザインを牽引。

## 来歴
- 1999年 フリーランスとしてキャラクターコンテンツの企画・原作・デザインに従事
- 2015年 『ポケコロ』つりの星のキャラクターデザイン、アートアドバイザー
- 2017年 ココネ株式会社 入社、デザイン統括就任。ココネサービス世界観及びキャラクターデザイン等を担当
- 2018年 ココネ株式会社 CDO（最高デザイン責任者）就任
- 2021年 ココネ株式会社　取締役CCO 就任

## 作品
- リヴリーアイランド（企画・原作・デザイン）
- 踊り子クリノッペ（原作・デザイン）
- 住み着き妖精セトルリン（企画・原作・デザイン）
- ツキビト（企画・原作・デザイン）
- キングダム ハーツ モバイル アバターキングダム（キャラクターデザイン）
- キングダム ハーツ Re:コーデッド （キャラクターデザイン）
- キングダム ハーツ メロディ オブ メモリー（キャラクターデザイン）
- ファイナルファンタジー ブリゲイド（キャラクターデザイン）
- シアトリズム ファイナルファンタジー（キャラクターデザイン）
- シアトリズム ファイナルファンタジー カーテンコール （キャラクターデザイン）
- シアトリズム ファイナルファンタジー オールスターカーニバル （キャラクターデザイン）
- シアトリズム ドラゴンクエスト（キャラクターグラフィック）
- もえろ！バッカルコーン（キャラクターデザイン）
- たまこちゃんとコックボー（キャラクターデザイン）
- 鉄盤アトム　(アートディレクション)
- デビルマン〜悪魔を喰らう者たち〜（アートディレクション）

## インタビュー記事・雑誌掲載
- デザインの現場 2005年 02月号 雑誌 2005/1/27　 - 美術出版社
- 『鉄盤アトム』開発元 株式会社ファンクリックインタビュー
- 40歳にして人生初の就職をしたCDOが語る今後の課題とはーココネの履歴書第10回ー

- 季刊S(エス) 2022年 01月号
- リヴリーチームが大切にしていること